# Ẏ
La Y con punto superior (mayúscula: Ẏ minúscula: ẏ), es una letra latina adicional, utilizada en ciertas romanizaciones, incluida la ISO 9 que translitera el alfabeto cirílico, o en la transliteración ISO 15919, o en ciertas transliteraciones de prácrito. Es la letra Y diacrítica con un punto superpuesto.

## Uso
Se usa en la romanización ISO 15919 de las escrituras indias, incluidos los alfabetos: devanagari, bengalí y oriya , la y con punto superior ‹ẏ› se utiliza para representar la consonante devanagari ẏa ‹य़›, la consonante bengalí ẏa ‹য়› y la consonante oriya ẏa ‹. ୟ›.  
También fue usada en inglés antiguo para designar el sonido /ð/

## Codificación
La y con punto superior se puede representar con los siguientes caracteres Unicode:
| forma     | representación | puntos de código | descripción                                 |
| --------- | -------------- | ---------------- | ------------------------------------------- |
| Mayúscula | Ẏ              | U+1E8E           | letra mayúscula latina y con punto superior |
| minúscula | ẏ              | U+1E8F           | letra minúscula latina y con punto superior |